# Andrew Erickson
Andrew Brodie Erickson (* 5. Mai 1976 in Minnetonka) ist ein ehemaliger US-amerikanischer Biathlet.
Andrew Erickson lebt und trainierte in Minnetonka. Er begann 1985 mit dem Biathlonsport und trat für das Team Birke an. Er bestritt sein erstes und einziges Rennen im Biathlon-Weltcup 1998 und wurde bei einem Sprint in Antholz 115. Es folgte die Teilnahme an den Olympischen Winterspielen 1998 in Nagano. Bei den Rennen in Nozawa Onsen wurde Erickson an der Seite von Jay Hakkinen, Dan Westover und Robert Rosser im Staffelrennen 17. Letzte internationale Biathlonmeisterschaft wurden die Biathlon-Europameisterschaften 2001 in Haute-Maurienne, bei denen er im Einzel wie im Sprint 55. wurde.

## Weltcup-Platzierungen
Die Tabelle zeigt alle Platzierungen (je nach Austragungsjahr einschließlich Olympische Spiele und Weltmeisterschaften).
- 1.–3. Platz: Anzahl der Podiumsplatzierungen
- Top 10: Anzahl der Platzierungen unter den ersten zehn (einschließlich Podium)
- Punkteränge: Anzahl der Platzierungen innerhalb der Punkteränge (einschließlich Podium und Top 10)
- Starts: Anzahl gelaufener Rennen in der jeweiligen Disziplin

| Platzierung                                        | Einzel | Sprint | Verfolgung | Massenstart | Team | Staffel | Gesamt |
| -------------------------------------------------- | ------ | ------ | ---------- | ----------- | ---- | ------- | ------ |
| 1. Platz                                           |        |        |            |             |      |         |        |
| 2. Platz                                           |        |        |            |             |      |         |        |
| 3. Platz                                           |        |        |            |             |      |         |        |
| Top 10                                             |        |        |            |             |      |         |        |
| Punkteränge                                        |        |        |            |             |      | 1       | 1      |
| Starts                                             | 1      | 2      |            |             |      | 1       | 4      |
| Stand: Karriereende, einschließlich WM und Olympia |        |        |            |             |      |         |        |